# NGC 4414
NGC 4414 је спирална галаксија у сазвежђу Береникина коса која се налази на NGC листи објеката дубоког неба.
Деклинација објекта је + 31° 13' 25" а ректасцензија 12h 26m 27,1s. Привидна величина (магнитуда) објекта NGC 4414 износи 10,3 а фотографска магнитуда 11,0. Налази се на удаљености од 17,890 милиона парсека од Сунца. NGC 4414 је још познат и под ознакама UGC 7539, MCG 5-29-85, CGCG 158-108, ARAK 365, KUG 1223+315, PGC 40692.